# Bosnie-Herzégovine aux Jeux olympiques d'hiver de 2006
Cet article contient des informations sur la participation et les résultats de la Bosnie-Herzégovine aux Jeux olympiques d'hiver de 2006 à Turin en Italie. Elle était représentée par sept athlètes.

## Médailles
|                    | Médaille d'or | Médaille d'argent | Médaille de bronze | Total |
| ------------------ | ------------- | ----------------- | ------------------ | ----- |
| Bosnie-Herzégovine | 0             | 0                 | 0                  | 0     |

## Épreuves

### Biathlon
- Miro Cosic
- Aleksandra Vasiljevic

### Ski alpin
- Zana Novakovic
- Mojca Rataj
- Marco Schafferer

### Ski de fond
- Bojan Samardija
- Vedrana Vucicevic